# Csajkeverők
A Csajkeverők (eredeti cím: That Awkward Moment) 2014-ben bemutatott amerikai romantikus vígjáték-dráma, melyet Tom Gormican írt és rendezett (rendezői debütálásaként). A főszerepet Zac Efron, Miles Teller, Michael B. Jordan, Imogen Poots, Mackenzie Davis és Jessica Lucas alakítja.
A film Los Angeles-i premierje 2014. január 27-én volt, majd az Amerikai Egyesült Államokban 2014. január 31-én mutatták be. Magyarországon egy hónappal később, február 27-én került a mozikba a Fórum Hungary forgalmazásában.

## Cselekmény
A legjobb barátok, Jason (Zac Efron), Daniel (Miles Teller) és Mikey (Michael B. Jordan) együtt élnek. Amikor Mikey barátnője szakít vele, a barátok úgy döntenek, hogy inkább elviszik valahova, minthogy magukra hagyják búslakodni.
Elindulnak egy bárba a szerencse reményében. Sajnos Mikey még mindig nem áll készen arra, hogy továbblépjen. Amikor Jason hazahozza Ellie-t (Imogen Poots), az egyéjszakás kalandnak indult dolog többé válik. Daniel csalódik Jasonben, mert megegyeztek, hogy egy héten belül nem találkoznak egy lánnyal kettőnél többször. Daniel azonban hamarosan közelebb kerül Chelsea-hez (Mackenzie Davis), és a három srác rájön, hogy az életük és a hozzáállásuk megváltozott.

## Szereplők
| Szerep           | Színész           | Magyar hang        |
| ---------------- | ----------------- | ------------------ |
| Jason            | Zac Efron         | Fehér Tibor        |
| Daniel           | Miles Teller      | Szatory Dávid      |
| Mikey            | Michael B. Jordan | Kovács Lehel       |
| Ellie Andrews    | Imogen Poots      | Földes Eszter      |
| Chelsea          | Mackenzie Davis   | Csondor Kata       |
| Vera Walker      | Jessica Lucas     | Kelemen Kata       |
| Alana            | Addison Timlin    | Sipos Eszter Anna  |
| Amanda Silverman | Alysia Reiner     | Kisfalvi Krisztina |
| Christy          | Emily Meade       | Lamboni Anna       |
| Fred             | Josh Pais         | Vida Péter         |

## Díjak
| Év   | Díj              | Kategória                       | Jelölt(ek) | Eredmény |
| ---- | ---------------- | ------------------------------- | ---------- | -------- |
| 2014 | MTV Movie Awards | A legjobb póló nélküli alakítás | Zac Efron  | Elnyerte |

## Fordítás
- Ez a szócikk részben vagy egészben  a   That Awkward Moment című angol Wikipédia-szócikk fordításán alapul.  Az eredeti cikk szerkesztőit annak laptörténete sorolja fel. Ez a jelzés csupán a megfogalmazás eredetét és a szerzői jogokat jelzi, nem szolgál a cikkben szereplő információk forrásmegjelöléseként.